# Belmont-de-la-Loire
Belmont-de-la-Loire – miejscowość i gmina we Francji, w regionie Owernia-Rodan-Alpy, w departamencie Loara.
Według danych na rok 1990 gminę zamieszkiwało 1 528 osób, a gęstość zaludnienia wynosiła 64 os./km² (wśród 2880 gmin regionu Rodan-Alpy Belmont-de-la-Loire plasuje się na 559. miejscu pod względem liczby ludności, natomiast pod względem powierzchni na miejscu 368).

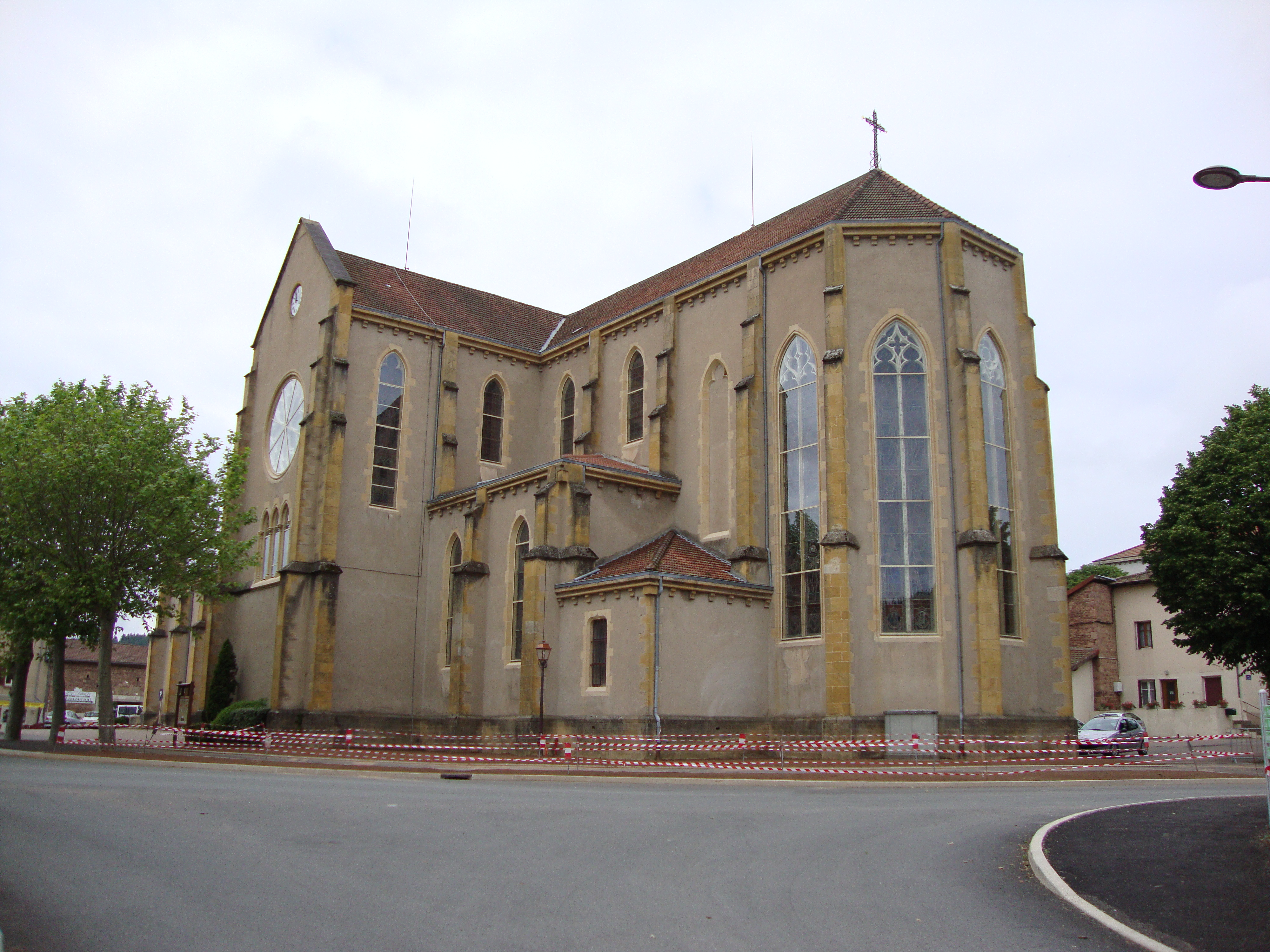
Kościół w Belmont-de-la-Loire, 2010